# Grant Lewis
Grant Lewis (né le 20 janvier 1985 à Pittsburgh dans l'État de la Pennsylvanie aux États-Unis) est un joueur professionnel de hockey sur glace.

## Carrière
Lewis joue son niveau junior avec les Big Green de Dartmouth de la ECAC Hockey, division du Championnat de la NCAA.
Durant son séjour qui s'étendit sur quatre saisons, il fut membre de l'équipe des recrues en 2004 et fut membre de la première (2004) puis de la seconde équipe d'étoiles (2006) dans l'ECAC. Ses performances lui permettent d'être sélectionné au deuxième tour par les Thrashers d'Atlanta lors du repêchage de 2004 de la Ligue nationale de hockey.
Il devient joueur professionnel en 2007 en se joignant au club-école des Thrashers dans la Ligue américaine de hockey, les Wolves de Chicago.

## Statistiques
| Saison    | Équipe                 | Ligue |    | Saison régulière | Saison régulière | Saison régulière | Saison régulière | Saison régulière | Saison régulière |   | Séries éliminatoires | Séries éliminatoires | Séries éliminatoires | Séries éliminatoires | Séries éliminatoires | Séries éliminatoires |
| Saison    | Équipe                 | Ligue | PJ | B                | A                | Pts              | Pun              | +/-              | PJ               | B | A                    | Pts                  | Pun                  | +/-                  |                      |                      |
| 2003-2004 | Big Green de Dartmouth | ECAC  | 34 | 3                | 22               | 25               | --               | 59               | -                | - | -                    | -                    | -                    | -                    |                      |                      |
| 2004-2005 | Big Green de Dartmouth | ECAC  | 33 | 5                | 17               | 22               |                  | 32               | -                | - | -                    | -                    | -                    | -                    |                      |                      |
| 2005-2006 | Big Green de Dartmouth | ECAC  | 29 | 4                | 11               | 15               |                  | 53               | -                | - | -                    | -                    | -                    | -                    |                      |                      |
| 2006-2007 | Big Green de Dartmouth | ECAC  | 24 | 1                | 14               | 15               |                  | 30               | -                | - | -                    | -                    | -                    | -                    |                      |                      |
| 2007-2008 | Wolves de Chicago      | LAH   | 43 | 2                | 14               | 16               | 16               | 44               | 2                | 0 | 0                    | 0                    | 0                    | 2                    |                      |                      |
| 2008-2009 | Thrashers d'Atlanta    | LNH   | 1  | 0                | 0                | 0                | 0                | 0                | -                | - | -                    | -                    | -                    | -                    |                      |                      |
| 2008-2009 | Wolves de Chicago      | LAH   | 54 | 0                | 22               | 22               | -                | 72               | -                | - | -                    | -                    | -                    | -                    |                      |                      |
| 2009-2010 | Wolves de Chicago      | LAH   | 26 | 1                | 2                | 3                | -1               | 23               | -                | - | -                    | -                    | -                    | -                    |                      |                      |
| 2009-2010 | Bears de Hershey       | LAH   | 10 | 0                | 3                | 3                | 8                | 6                | -                | - | -                    | -                    | -                    | -                    |                      |                      |
| 2010-2011 | Admirals de Milwaukee  | LAH   | 47 | 8                | 15               | 23               | 11               | 40               | 11               | 0 | 4                    | 4                    | 2                    | 18                   |                      |                      |
| 2011-2012 | HC Lev Poprad          | KHL   | 45 | 1                | 6                | 7                | -7               | 32               | -                | - | -                    | -                    | -                    | -                    |                      |                      |
| 2012-2013 | Straubing Tigers       | DEL   | 46 | 9                | 16               | 25               | 5                | 52               | 1                | 0 | 0                    | 0                    | 0                    | 0                    |                      |                      |
| 2013-2014 | EHC Munich             | DEL   | 47 | 6                | 18               | 24               | 38               | +5               | 3                | 0 | 2                    | 2                    | 0                    | +1                   |                      |                      |
| 2014-2015 | EHC Munich             | DEL   | 5  | 1                | 2                | 3                | 4                | +2               | -                | - | -                    | -                    | -                    | -                    |                      |                      |
| 2015-2016 | EHC Linz               | EBEL  | 8  | 1                | 4                | 5                | 6                | +2               | -                | - | -                    | -                    | -                    | -                    |                      |                      |

## Honneurs et trophées
ECAC Hockey
- Membre de l'équipe des recrues en 2004.
- Membre de la première équipe d'étoiles en 2004.
- Membre de la deuxième équipe d'étoiles en 2006.